# (39699) Ernestocorte
(39699) Ernestocorte (1996 TF8) – planetoida z pasa głównego asteroid okrążająca Słońce w ciągu 3,6 lat w średniej odległości 2,35 j.a. Odkryta 12 października 1996 roku.